# مقصودوو
مقصودوو (انگلیسی: Maxyutovo) یک شهرک در شهرستان بورزیانسکی باشقیرستان کشور روسیه است.